# Сольпуги
Сольпуги, або фаланги (Solifugae) — ряд (або підклас) тварин класу павукоподібні. Хижі, здебільшого великі членистоногі (5-7 см). Відомо близько 1100 видів, які зустрічаються у посушливому тропічному кліматі, іноді — в теплих регіонах помірних широт. В Україні відомий 1 вид.

## Будова тіла
Тіло витягнуте, кремезне, волохате. Головогруди не містять останніх двох сегментів грудей — дві задні пари ніг кріпляться до вільних сегментів. Черевце складається з 10 сегментів.
Хеліцери великі, з потовщеним основним члеником, несуть клішні. Педипальпи довгі, подібні до ніг, але несуть на кінці клейкі потовщення замість кігтиків: так звану присоску, або присосний орган.

## Фізіологія
Дихальна система складається з гарно розвинених трахей. Отруйні залози відсутні.
Запліднення сперматофорне. Самиця відкладає від 20 до 300 яєць у спеціальну нірку. Деякі види вигодовують німф. Німфи линяють близько 9 разів до дорослої форми.

## Спосіб життя
Активні хижаки, що нападають на здобич, міцно тримають її, а потім розшматовують хеліцерами. Полюють на комах, павуків, пташенят.
Активні зазвичай вночі, деякі види денні.

## Поширення
Сольпуги поширені в теплих посушливих регіонах Старого і Нового світу. Окремі види (як, наприклад південносхідноазійський Dinorhax rostrumpsittaci можуть мешкати й в тропічному лісі.
В Україні 1 вид — сольпуга звичайна (Galeodes araneoides).

## Різноманіття і походження
Відомо близько 1100 видів, об'єднаних у 141 рід та 12 родин. Найбільша сольпуга — Galeodes fumigatus — досягає понад 10 см у довжину[джерело?].

### Родини
- Ammotrechidae — 22 роди, 81 вид
- Ceromidae — 3 роди, 20 видів
- Daesiidae — 28 родів, 189 видів
- Eremobatidae — 8 родів, 174 види
- Galeodidae — 8 родів, 199 видів
- Gylippidae — 5 родів, 26 видів
- Hexisopodidae — 2 роди, 23 види
- Karschiidae — 4 роди, 40 видів
- Melanoblossiidae — 6 родів, 16 видів
- Mummuciidae — 10 родів, 18 видів
- Rhagodidae — 27 родів, 98 видів
- Solpugidae — 17 родів, 191 вид

### Викопні види
Відомо також 3 викопні види:
- Protosolpuga carbonaria Petrunkevitch, 1913 — з карбонового періоду покладів Мезон-Крік[en], США (родина Protosolpugidae)
- Happlodontus proterus Poinar and Santiago-Blay, 1989 — з міоцен-еоценового Домініканського бурштину (родина Ammotrechidae)
- Cratosolpuga wunderlichi Selden, 1996 — з нижньої крейди Бразилії (родина Ceromidae)

## Сольпуги та людина

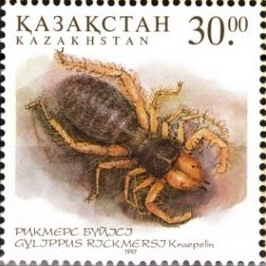
Сольпуга на марці Казахстану

Сольпуги не є отруйними для людини, а також неагресивні, зазвичай тікають. Якщо сольпуга все ж укусила людину, то може занести в рану залишки їжі, що може призвести до запалення з можливістю подальшого розвитку інфекційних захворювань[джерело?].
В деяких країнах випущені марки з зображенням сольпуг.